# Colpo grosso (programma televisivo)
Colpo grosso è stata una trasmissione televisiva italiana, andata in onda per 5 stagioni dal 1987 al 1992 in seconda serata sulla rete syndication Italia 7.
Storico conduttore del programma è stato Umberto Smaila, sostituito nell'ultima edizione da Maurizia Paradiso prima e dalla coppia composta da Massimo Guelfi e Gabriella Lunghi poi. La regia della prima edizione era affidata a Pino Callà, mentre le successive sono state curate da Celeste Laudisio.
Prodotta dalla Fininvest, all'epoca gestore dei palinsesti di Italia 7, la trasmissione era ambientata in un casinò arricchito dalla presenza di numerose ragazze che durante ogni puntata proponevano degli strip tease, così come gli stessi concorrenti. Il titolo riprendeva volutamente quello italiano di un film di Frank Sinatra, ambientato in un casinò.
Nonostante fosse considerato da molti critici come uno show di basso profilo e di dubbio gusto, il programma ottenne un enorme successo di pubblico, considerando anche la piccola emittente che lo trasmetteva, con picchi di share superiori ai 2 milioni di telespettatori. Lo stesso Smaila, in un'intervista durante la trasmissione di Enzo Biagi I dieci comandamenti su Rai 1, dichiarò che la fascia di ascolto di pubblico si poteva tranquillamente identificare in quella medio-alta. 
La popolarità della trasmissione, considerata oggi un cult della televisione commerciale, è rimasta alta anche successivamente alla chiusura del programma, grazie alla continua riproposizione delle puntate in replica sulle emittenti regionali che ne possedevano ancora i master e sulle reti Mediaset Happy Channel (dal 1998 al 2005) e Mediaset Extra (dal 2015).

## Il programma
La produzione di Colpo grosso era a cura della G.E.I.T., mentre la realizzazione era curata da A.S.A. Television per conto della Fininvest. Le puntate delle prime quattro edizioni venivano registrate presso il Teatro 12 della Icet Studios in via Peppino Rossi 11/13 a Cologno Monzese (oggi Big Motion Studios), mentre per l'ultima stagione il set venne trasferito negli studi di A.S.A. Television a Cinisello Balsamo. 

### 1ª stagione (1987/88)
Il debutto di Colpo grosso nei palinsesti televisivi è datato 16 novembre 1987: alla conduzione Umberto Smaila affiancato dalla guardarobiera Nadia Picciurro, dalla croupier Barbara Iaschi (poi sostituita da Krizia Scognamillo) e dalla cambiavalute Daniela Lodigiani; alla regia Pino Callà. Lo studio in cui si svolgeva la trasmissione era arredato con uno stile che ricordava un casinò e i concorrenti (un uomo e una donna) gareggiavano in scommesse e giochi alla roulette. Le fiche iniziali per ciascun giocatore venivano decise da un tiro dello stesso alla slot machine, la quale conteneva sette simboli raffiguranti una parte del corpo alla quale era attribuito un diverso valore (in ordine crescente: piede, mano, occhio, bocca, gamba, seno, sedere).
Le vincite, che potevano essere raddoppiate nel caso in cui il concorrente rispondesse correttamente a delle domande poste dal conduttore, venivano poi utilizzate per far togliere i vestiti alle mascherine (quattro uomini e quattro donne mascherati), mentre in caso di numero insufficiente di fiche con cui giocare, gli stessi concorrenti potevano spogliarsi per incrementare il loro patrimonio. Lo scopo del gioco era di spogliare completamente tutte le mascherine (l'ultimo pezzo di vestito che queste si toglievano era proprio la maschera sugli occhi) e fare il cosiddetto colpo grosso, vincendo l'intero montepremi. Il concorrente che realizzava la maggiore vincita, ma non il colpo grosso, aveva la possibilità di rimanere come campione in carica per la puntata successiva.
La formula iniziale del programma venne progressivamente variata nel corso delle puntate. Tra le variazioni principali l'aggiunta di una co-conduttrice, Daniela Fornari, l'eliminazione delle mascherine uomo e l'inserimento di uno spazio musicale in cui Smaila poteva esibirsi al piano.

### 2ª stagione (1988/89)

Umberto Smaila circondato dalle ragazze Portafortuna (da sinistra: Esther, Alma, Deborah, Natacha, Natasja, Monique; in basso: Viemla)

Il 5 settembre 1988 partì la seconda stagione del programma, con il passaggio di testimone alla regia da Pino Callà a Celeste Laudisio. Confermati il conduttore Umberto Smaila, la co-conduttrice Daniela Fornari (poi sostituita da Linda Lorenzi a partire dal 4 novembre 1988) e la croupier Daniela Lodigiani.
Numerose le novità rispetto all'edizione precedente, dovute anche a un maggiore investimento economico da parte dell'emittente: nel cast entrarono a far parte Rosanna Olmo in qualità di notaio, Tina Pepe come cassiera, Stefania Valentini come valletta, Stefano Celoria e Lais Silvess come guardarobieri; la scenografia, pur richiamando sempre un casinò, venne totalmente rinnovata; le mascherine vennero rinominate strip-fiches e rappresentavano ad ogni puntata varie figure professionali alle quali venivano spesso affibbiati nomi originali come "Esagerata", "Scappatella", "Maria la O", "Tripla", ecc.; nuove manche inoltre vennero istituite per i concorrenti, tra cui la slot machine, i dadi e le carte francesi, ma la novità più rilevante riguardò l'introduzione delle "Portafortuna": sette ragazze di diverse nazionalità rappresentanti altrettanti simboli portafortuna (Esther Aregall il ferro di cavallo, Natasja Narain il coniglio, Deborah Zapparata il corno, Natacha Velimirovic il jolly, Alma Lo Moro il quadrifoglio, Monique Sluyter il numero 13 e Viemla Jagroep la coccinella). Il simbolo a loro assegnato, oltre a differenziare il colore del loro costume, veniva posto come copricapezzolo sinistro durante gli stacchetti/strip in cui si esibivano.
Queste ragazze divennero in breve tempo una delle caratteristiche più note del programma, tanto che la parte finale di uno dei loro stacchetti veniva proposta in quegli anni ogni sera all'interno della sigla di Blob. Nello spazio musicale Umberto Smaila veniva accompagnato dai Nylon (Maurizio Filippi, Diego Michelon, Renzo Meneghinello) durante l'esecuzione dal vivo dei brani musicali; inoltre nella puntata del sabato Linda Lorenzi si esibiva in trucchi di magia e la sigla di coda era sostituita dallo spogliarello di una delle ragazze Portafortuna.
A partire dal febbraio 1989 vennero realizzate anche delle serate a tema nelle discoteche di tutta Italia, in cui Umberto Smaila e alcune strip-fiches coinvolgevano il pubblico a partecipare a giochi ispirati alla trasmissione televisiva.

### 3ª stagione (1989/90)
Andata in onda dal 4 settembre 1989 al 1º giugno 1990, la terza edizione di Colpo grosso rappresenta probabilmente quella di maggior successo del programma. Venne confermata la presenza di Linda Lorenzi al fianco di Umberto Smaila alla conduzione, fece la sua comparsa la procace Tiziana D'Arcangelo in qualità di cassiera, e passò al ruolo di valletta (dopo essere stata una delle ragazze Portafortuna nella stagione precedente) Monique Sluyter; confermato anche Stefano Celoria come guardarobiere.
Pur mantenendo giochi ispirati al casinò, gli stessi dell'edizione precedente, il montepremi in denaro venne sostituito dall'utilizzo di fiches (denominate Eurofiches), mentre i premi finali furono sostituiti da elettrodomestici e, in caso di colpo grosso, da un viaggio all'estero pagato dalla produzione e dallo sponsor del programma (gli infissi Panto, per il quale erano previsti anche una fiche-cadeau per ciascun giocatore e un gioco dedicato). La scenografia, cambiata sensibilmente rispetto alle precedenti edizioni, non rappresentava più un casinò ma la sala d'attesa di un aeroporto, simbolo con il quale il programma celebrava l'apertura delle frontiere nei paesi dell'est europeo verso il mondo occidentale.
Di conseguenza le strip-fiches (che facevano il loro ingresso in studio scendendo dalla scala di un aereo) vennero ribattezzate bandierine perché raffiguranti ognuna una zona geografica d'Europa. Infine le ragazze Portafortuna vennero sostituite dalle ragazze Cin Cin: sette ragazze raffiguranti altrettante bibite alla frutta con il medesimo ruolo delle Portafortuna: Nadia Visintainer l'ananas, Esther Kooiman detta "Amy" la ciliegia, Esther la fragola, Natacha Velimirovic il kiwi, Stella Kobs il limone, Angelique il mandarino e Jacqueline Hammond il mirtillo. La popolarità del programma fu tale da dedicare uno spazio nella puntata del sabato all'angolo della posta, in cui Linda Lorenzi rispondeva a lettere e regali ricevuti dai telespettatori del programma (l'indirizzo a cui scrivere era: Colpo grosso - Casella Postale 112, 20093 Cologno Monzese).
Vi furono diverse proteste contro il programma, con centinaia di lettere inviate da parte di un gruppo di donne venete allo sponsor, minacciato di boicottaggio. Nel periodo dei mondiali di calcio di Italia '90 (dall'8 giugno all'8 luglio) la trasmissione, dopo una sospensione nella prima settimana di giugno, riprese in concomitanza con il torneo, prendendo il nome di Colpo grosso 90 - rivediamole insieme, e trasmise una selezione di spogliarelli presi dalle vecchie puntate, prolungando poi le trasmissioni con questa formula fino a quasi la fine di agosto.

### 4ª stagione (1990/91)

Le ragazze Cin Cin dell'edizione 1990/91 (da sinistra: Michelle, Lena, Renate, Suzana, Erika, Bernardine, Angelique)

I richiami alla geografia e al viaggio raggiunsero l'apice nella 4ª stagione di Colpo grosso, cominciata il 10 settembre 1990 e andata in onda fino al 29 giugno 1991 (con una breve interruzione nel periodo natalizio, dal 23 dicembre al 6 gennaio, e nel periodo pasquale, dal 28 marzo al 1º aprile), in cui la scenografia s'ispirava a una nave da crociera di cui Umberto Smaila era il capitano. Ad affiancarlo in quella che fu la sua ultima stagione da conduttore c'erano nelle vesti di cassiera la gallese Amy Charles, già presente tra le bandierine della passata edizione con i nomi di Albarosa e Tripla, e come guardarobiera la cecoslovacca Žaneta Fajová. Venne inoltre confermata la presenza delle ragazze Cin Cin, divenute ormai un simbolo del programma, in quest'edizione interpretate da Jessica (ciliegia), Lena (ananas), Susanne (kiwi), Suzana (limone), Renate (mandarino), Michelle (fragola) e Bernardine (mirtillo).
Rispetto alle edizioni precedenti il regolamento subì varie modifiche, distaccandosi dal meccanismo iniziale legato ai giochi del casinò: il montepremi dei concorrenti veniva conteggiato non più in fiches ma in punti, i quali venivano utilizzati dai concorrenti per visitare i paesi europei durante la crociera sulla nave di Colpo grosso; per ogni paese visitato si assisteva allo spogliarello della Stella d'Europa (nome con il quale le bandierine vennero chiamate già nelle ultime puntate della precedente edizione) rappresentante quel paese. Vennero aboliti fin dall'inizio i giochi alla roulette, ai dadi e con le carte francesi e in seguito anche lo storico gioco della slot machine, sostituiti da giochi legati agli sponsor (come la domanda Vitec e il gioco dell'isola Panto). Alla fine di ogni puntata potevano verificarsi due possibili scenari:
- Nel caso in cui i due concorrenti fossero riusciti a visitare meno di quattro paesi, chi aveva ottenuto più punti (o a parità di punti chi aveva visitato più paesi) diventava vincitore della puntata e, nel caso avesse vinto due puntate (su un massimo di tre) nei confronti del suo sfidante, acquisiva il titolo di "campione", eliminando dal gioco il suo sfidante e tornando nella puntata successiva contro un nuovo concorrente, sempre al meglio delle due puntate vinte su un massimo di tre.
- Nel caso in cui uno dei due concorrenti fosse riuscito a visitare almeno quattro paesi, questi aveva la possibilità di scegliere se accontentarsi di vincere la puntata (e, nel caso di vittoria di due puntate, di diventare "campione" tornando nella puntata successiva contro un nuovo sfidante) o giocare per il Colpo Grosso rispondendo in un tempo limite di 60 secondi a un domandone finale tra una serie di 36 preparati dagli autori del programma (il numero da 1 a 36 in cui si fermava la pallina sulla roulette ne determinava la scelta) con possibilità di raddoppio del punteggio ottenuto; nel caso fosse uscito lo 0 non veniva posto il domandone e il Colpo grosso era ottenuto automaticamente. Il meccanismo del "domandone" ricalcava in maniera pedissequa quello del "raddoppio" tipico del gioco finale dei vari quiz condotti da Mike Bongiorno, ovvero in caso di risposta corretta a tutte le domande contenute nel "domandone" (o nel caso in cui fosse uscito lo 0), il concorrente vinceva un viaggio intorno al mondo, aveva il diritto di far spogliare sia le Stelle d'Europa non precedentemente spogliate nei giochi precedenti che anche una ragazza Superstar (una modella o talvolta una ragazza apparsa in trasmissione negli anni precedenti come bandierina o ragazza Cin Cin), la quale si spogliava integralmente (unico caso durante il programma). Negli altri casi lo spogliarello non era integrale perché quando la ragazza si sfilava le mutande, sotto di queste c'era un perizoma che impediva la visione totale del pube. Inoltre eliminava il suo sfidante dal gioco e non tornava nella puntata successiva (in tal caso nella puntata seguente prendevano parte due nuovi concorrenti, sempre al meglio delle due puntate vinte su un massimo di tre), ma appena veniva data una risposta sbagliata (o se allo scadere dei 60 secondi non erano state date tutte le risposte esatte) perdeva tutti i punti accumulati, era automaticamente eliminato dal gioco e cedeva il titolo di campione al suo sfidante, il quale sarebbe tornato nella puntata successiva contro un nuovo concorrente.

Nel corso delle puntate si assistette ad alcuni graditi ritorni nel cast della trasmissione, tra cui Natacha Velimirovic come Superstar, Stefano Celoria nelle vesti di guardarobiere/mozzo, Monique Sluyter come assistente alla conduzione e Angelique e Alma tra le ragazze Cin Cin. Durante l'ultima settimana di trasmissione le stesse ragazze Cin Cin parteciparono ironicamente al gioco in qualità di concorrenti, alternandosi tra di loro. Nell'ultima puntata Angelique sostituì Amy, che fu l'ultima concorrente e sfidò il batterista dei Nylon Francesco Casale.

### 5ª stagione (1991/92)
Dopo quattro fortunatissimi anni Umberto Smaila abbandonò la conduzione della trasmissione, avendo ottenuto la possibilità di realizzare il suo sogno di un musical sulla vita di Fred Buscaglione. Come sua erede venne scelta Maurizia Paradiso, personaggio già noto al pubblico notturno per aver presentato alcune trasmissioni con contenuti erotici su diverse televisioni locali, la quale venne affiancata da Gabriella Lunghi. La 5ª stagione andò in onda dal 16 settembre 1991 introducendo fin da subito molte novità nel meccanismo di gioco, tra cui la partecipazione di due concorrenti di sesso femminile (con conseguente abolizione del concorrente di genere maschile): ogni gioco, domanda o striptease a cui la concorrente si sottoponeva procurava alla stessa la vittoria di un "cuoricino", la cui somma finale decretava la vincitrice della puntata; gli stessi cuoricini venivano poi affissi su una gigantesca cartella ispirata al gioco della tombola e il conseguimento di un ambo, terno, quaterna o cinquina permetteva alla concorrente di spogliare una delle Star presenti in studio. Rispetto alle precedenti edizioni venne riconfermata la presenza di una Superstar, che avrebbe fornito uno spogliarello integrale in caso di tombola da parte di una concorrente, e delle ragazze Cin Cin (Ester l'ananas, Adèle il kiwi, Elke la fragola, Nadège il mirtillo, Simone il mandarino, Caroline il limone e Jacqueline la ciliegia).
Il nuovo stile conduttivo portato dalla Paradiso diede al programma un tono più scanzonato ma anche più erotico, con un maggior numero di spogliarelli rispetto alle precedenti edizioni. La nuova formula, tuttavia, non raccolse il successo sperato e, a seguito di incomprensioni tra la conduttrice e la produzione, a partire dalla puntata del 4 febbraio 1992 la conduzione della trasmissione venne provvisoriamente affidata a Gabriella Lunghi. Successivamente, a partire dal 17 febbraio 1992, alla stessa venne affiancato Massimo Guelfi. In questa nuova versione, in seguito a numerose richieste da parte del pubblico femminile, venne riproposto nel meccanismo di gioco il concorrente di sesso maschile; vennero realizzati nuovi giochi, rinnovata la scenografia e si assistette inoltre al ritorno in scena dei Nylon, rimasti nelle sole vesti di autori musicali nei primi mesi di trasmissione.
Dopo cinque anni di programmazione e oltre 1.000 puntate registrate, lo show non venne riconfermato per la stagione televisiva 1992-1993. Stando alle dichiarazioni dei responsabili di Italia 7 durante l'annuncio della chiusura, il motivo principale sarebbe stato un calo di pubblico dovuto al disinteresse per il genere "spogliarello", ma più probabilmente si identificherebbe nella minore qualità dei conduttori succeduti a Smaila. Un ultimo tentativo di recupero del programma venne fatto proponendone la conduzione a Pupo. La nuova edizione sarebbe dovuta partire il 21 settembre 1992, ma non vide mai la luce per disaccordi tra gli autori e richieste di modifiche al programma avanzate dal cantante.

### Repliche
Durante la stagione televisiva 1992/93 vennero replicate varie puntate, andate in onda nelle edizioni precedenti, in un contenitore denominato Colpo grosso Story. In seguito diverse stagioni dello show sono state replicate periodicamente in Italia da alcune TV locali, dall'emittente satellitare Happy Channel e dal canale digitale Mediaset Extra. Le repliche hanno interessato anche alcuni paesi esteri come Portogallo, Grecia, Albania, Turchia, Russia e Giappone, ove una versione sottotitolata venduta anche su internet come contenuto Pay-per-view ha riscosso notevole successo. In Brasile, la sua versione è stata prodotta ed esposta da SBT presentata da Luis Carlos Miele dal 1991 al 1992.

## Le ragazze del programma

"Amy" Kooiman, la ciliegia dell'edizione 1989-1990

Parte delle ragazze presenti nello show avevano già esperienze nel mondo della fotografia glamour o erotica. In alcuni casi ragazze che si erano presentate come concorrenti venivano poi assunte nel programma come spogliarelliste e a loro volta alcune spogliarelliste venivano promosse a ragazze Cin Cin. Alcune delle spogliarelliste e delle ragazze Cin Cin hanno poi continuato la carriera nel mondo dello spettacolo o sono comunque entrate a far parte del cosiddetto star-system. Tra queste:
- L'italiana Nadia Picciurro, procace e sfortunata valletta della prima edizione. Fu insignita del titolo di "Miss Seno Mozzafiato" nel 1987 e partecipò come ospite fissa della trasmissione L'araba fenice di Antonio Ricci proprio in qualità di valletta di Colpo grosso. Morì a soli 19 anni la notte del 10 giugno 1988 in un incidente stradale[12]; pur tuttavia, le puntate registrate prima dell'evento andarono comunque in onda per una ventina di giorni dopo la sua morte, decisione che colpì l'opinione pubblica[13]; questa notizia è stata chiarita nel 2015 dal conduttore Umberto Smaila tramite un post su Facebook[14]
- La modella olandese Monique Sluyter, ragazza Portafortuna con il numero 13 nella seconda edizione e valletta nella terza. Debuttò nel mondo della musica interpretando la sigla della terza stagione ed entrò a far parte del cast delle prime due edizioni di Tutti Frutti affiancando il conduttore Hugo Egon Balder. Ha continuato poi la carriera come playmate (ottenendo per quattro volte la copertina nell'edizione olandese di Playboy[15]) e cantante (con il singolo I want your body prodotto dalla EMI[16][17]) e ha partecipato anche ad alcuni camei in film non erotici. Nel 2005 prese parte ad un remake di Colpo grosso intitolato Showgirls, in onda su Happy Channel, e nel 2016 ha partecipato alla nuova edizione di Tutti Frutti.
- L'italiana Alma Lo Moro, per ben 4 edizioni nel cast del programma. Debuttò come mascherina nella prima edizione e in seguito partecipò come ragazza Portafortuna quadrifoglio e successivamente ragazza Cin Cin mirtillo nel 1989-1990 e fragola nel 1990-1991; nel 1989 ha debuttato come attrice nel film erotico La boutique di Lorenzo Onorati.
- L'olandese (poi naturalizzata francese) Esther "Amy" Kooiman, prima ciliegia delle ragazze Cin Cin 1989-1990. Lasciato il programma nel gennaio 1990 divenne celebre nel mondo della pornografia con il nome d'arte di "Zara White"; terminata la carriera di attrice nel 2001 ha cominciato a impegnarsi per la tutela ambientale e animale, candidandosi anche per le elezioni legislative francesi del 2007 con lo pseudonimo di Esther Spincer.
- L'italiana Tiziana D'Arcangelo, giunonica cassiera dell'edizione 1989-1990, prese parte alle prime due edizioni di Tutti frutti. In seguito ha ricoperto ruoli secondari in alcuni film italiani ed olandesi[18].
- L'italiana Nadia Visintainer, prima ragazza Cin Cin ananas dell'edizione 1989-1990. Entrò a far parte del programma dopo aver lavorato alcuni anni come modella e cantante. Lasciato il ruolo nel febbraio 1990 dopo essersi sposata, ha continuato la carriera nel mondo dello spettacolo come produttrice teatrale e musicista. Negli ultimi anni ha preso parte a varie trasmissioni televisive (tra cui Lucignolo, I soliti ignoti, Matrix e una serata dedicata interamente a Colpo grosso condotta da Alda D'Eusanio su Rai 2) rivelando in un'intervista di avere ricevuto in illo tempore alcune "avances" da parte di un importante uomo politico, il quale in cambio le prometteva una brillante carriera nel mondo dello spettacolo, ma di avere opposto un netto rifiuto e avere quindi incontrato molte difficoltà per rimanere nel "giro". Nel maggio 2016 ha pubblicato un libro dedicato alla sua esperienza di ragazza Cin Cin[19], intitolato "Piacere, sono quella di Colpo grosso".
- La svedese Jasmine Lipovsek, concorrente nella stagione 1989-1990. Fu prima "promossa" al ruolo di Bandierina e in seguito divenne la seconda fragola delle ragazze Cin Cin in sostituzione di Esther. Ha continuato a lavorare come fotomodella e successivamente ha sposato il pilota di Formula Uno Ivan Capelli.[20]
- La tedesca Stella Kobs, ragazza Cin Cin limone dell'edizione 1989-1990. Nata ad Esslingen il 28 febbraio 1963, ha lavorato per 15 anni come modella in Europa ed a Los Angeles ed è stata per 2 volte Playmate del mese (luglio 1986 e giugno 1987) con il nome di Stella Adorf, nonché Playmate dell'anno 1987 dell'edizione tedesca di Playboy. Impegnata a favore dell'ambiente, è stata deputata dei Verdi tedeschi al parlamento regionale del Land Baden-Württemberg[21]; attualmente è ipnoterapeuta di training autogeno e promuove in rete, sul proprio sito, un sistema di cura e bellezza del corpo attraverso sedute in cui si inducono stati di trance. Nel 2016 ha partecipato come ospite alla nuova edizione di Tutti frutti.
- L'ungherese Deborah Wells, concorrente nella terza stagione. Ritornò nel cast del programma nella stessa edizione come Bandierina e l'anno successivo come Superstar; già modella per l'edizione tedesca di Playboy, nei primi anni '90 ha partecipato ad alcuni programmi Rai e come attrice in Paprika di Tinto Brass, in seguito è divenuta una delle più celebri pornostar del periodo lavorando in svariate produzioni hard europee e americane.
- l'italiana Debora Vernetti (o anche Deborah), concorrente nella stagione '89/'90. Fu prima "promossa" al ruolo di Bandierina con il nome di Orbetella e l'anno successivo come Superstar. È stata la prima donna ad apparire nuda su una rete Rai nella trasmissione Uno su cento di Pippo Baudo. Ha preso parte in film Vacanze di Natale '90 con Diego Abatantuono e Paprika di Tinto Brass.
- La tedesca Mikki Brenner, Bandierina con i nomi di Pimpinella e Benvenuta. Negli anni '90 è stata modella per Penthouse e ha lavorato come attrice pornografica.
- La gallese Amy Charles, Bandierina nella terza edizione con i nomi Albarosa e Tripla. Molto apprezzata dal pubblico per le sue forme prorompenti, divenne cassiera del programma nella quarta edizione, rivelando un carattere mite e riservato ma anche buone doti canore. Dopo la fine del programma incise alcuni brani di musica dance pubblicati in diverse raccolte del genere durante gli anni '90.[22]

Elke Jeinsen durante Colpo Grosso

- La tedesca Elke Jeinsen, Stella d'Europa nell'edizione 1990-1991 e in seguito ragazza Cin Cin fragola nella quinta stagione. Nata a Stoccolma il 25 luglio 1966, ma vissuta fin dall'età di un anno in Germania, nel 1986 è diventata Miss Hannover, si è classificata seconda al concorso di Miss Germania e nell'ottobre di quell'anno ha posato nuda per l'edizione tedesca di Playboy. Dopo l'esperienza in trasmissione ha continuato la sua carriera di modella e attrice partecipando a varie trasmissioni, film e serie TV (tra cui una puntata di Baywatch e una parte in Crocodile Dundee 3), nonché al video della canzone Night Calls di Joe Cocker. Negli anni 2000 ha partecipato anche a film soft-core come "Every Man's Fantasy 2".
- la tedesca Simone Burkhard, Superstar nella quarta stagione del programma[23] e ragazza Cin Cin mandarino nella quinta. Nata a Mannheim il 30 ottobre 1967, è stata Playmate per l'edizione tedesca di Playboy nel gennaio 1988 e successivamente è stata protagonista su Playboy Special Edition (Playboy girls of summer 1993) nonché sul magazine "Perfect 10" nel 1998. Le sue misure erano 92x52x89, ben distribuiti su 169 cm di statura[24].
- L'ungherese Antónia Valéria Bálint, Stella d'Europa nella quarta e nella quinta edizione con il nome di Annalisa. Nata il 30 maggio 1969 a Budapest, vinse il titolo di Miss Ungheria 1991 (titolo revocatole perché aveva posato nuda e poi restituitole in esito a un procedimento giudiziario); in seguito è divenuta presentatrice televisiva nel suo paese e nel 2014 è stata eletta consigliera di quartiere ad Angyalföld nelle liste del partito conservatore Fidesz[25].
- La californiana Tracy Dali, presente nel 1991 nell'edizione tedesca della trasmissione come spogliarellista. Negli anni reciterà in alcune decine di film, sia come protagonista che come comparsa (ruolo quest'ultimo in cui aveva avuto esperienza anche prima di Colpo grosso, essendo brevemente apparsa in Ritorno al futuro - Parte II).

## Colonna sonora
Nel corso delle varie edizioni sono stati realizzati varie sigle e jingle per la trasmissione, tutti pubblicati su 45 giri:
- "Colpo grosso" (Ziglioli-Smaila), sigla iniziale dell'edizione '87/'88 interpretata dalla Mirò Band;[26]
- "Melo' Do Marinheiro" (Ribero, Barone), sigla finale dell'edizione '87/'88 interpretata dai Samambaia;[27]

- "Colpo grosso" (Gregori-Radici), sigla iniziale dell'edizione '88/'89 interpretata dalle Ragazze Portafortuna;[28]
- "Esagerata" (Attarantato-Masini-Salvatori), sigla finale dell'edizione '88/'89 interpretata da Monique Sluyter;[29]

- "Super Europe" (Kexline-Stepbuggy-Josoro-Gasgas), sigla iniziale dell'edizione '89/'90 interpretata da Monique Sluyter, della quale vennero realizzate anche delle versioni remix;[30]
- "Cia' presente Colpo Grosso?" (Borghetti-Smaila), sigla finale della stagione '89/'90 divenuta un autentico tormentone, interpretata da Umberto Smaila;[31]

- "Il boat del mambo" (Malinverni-Laudisio-Michelon), sigla iniziale della stagione '90/'91 interpretata dalle Ragazze Cin Cin, di cui venne prodotta anche una versione in lingua spagnola (in seguito remixata in stile italo house);
- "Sogni d'oro" (Malinverni-Laudisio-Michelon-Filippi), sigla finale della stagione '90/'91 interpretata da Amy Charles;

- "Boogie italiano" (Malinverni-Laudisio-Michelon), sigla di testa della stagione '91/'92 interpretata dai Nylon e da Gabriella Lunghi;
- "L'esercito del surf", sigla di coda della stagione '91/'92 interpretata dalle Ragazze Cin Cin.

All'inizio del 1990 la Five Record pubblicò l'album "Sound Of Sex", nel quale erano inclusi alcuni dei brani utilizzati in trasmissione durante gli spogliarelli delle ragazze nonché alcune sigle della trasmissione e le cover dei brani Je t'aime moi non plus e Love to Love You Baby, interpretati rispettivamente dalle Cin Cin Natacha e Nadia. Nell'ottobre dello stesso anno la Carosello Records pubblicò su LP, MC e CD l'album "Cin Cin a Colpo Grosso", comprendente le sigle della 4ª stagione e altri brani presentati nel corso della trasmissione.
Grande popolarità conobbero inoltre i jingle "Po Portafortuna" (Gregori-Radici), legato alle Ragazze Portafortuna, e soprattutto "Cin Cin" (Malinverni-Laudisio-Michelon-Filippi), il motivetto che presentava le Ragazze Cin Cin, per il quale nel 1990 venne anche realizzato un remix in chiave italo house.

## L'eredità del programma
Il regista, Celeste Laudisio, dopo la chiusura di Colpo grosso, curò e presentò la puntata pilota di un nuovo programma, "Caffè Corretto", che doveva unire il talk show agli spogliarelli di alcune delle ragazze Cin Cin di Colpo grosso. La trasmissione, che in parte riprendeva la struttura di un altro programma di Laudisio "Rosso di Sera", prevedeva la presenza di Monique Sluyter nella parte di sexy cameriera. Italia 7 la trasmise nel novembre 1992, ma mentre sul circuito non ebbe seguito, su alcune tv locali della Romagna andò in onda una serie completa, presentata però da una nuova coppia di conduttori.
Nella primavera del 1994 Carmen Russo (assente da diversi anni nella televisione italiana, per aver lavorato nella spagnola Telecinco) condusse con il comico Ric due edizioni di un programma di spogliarelli, Notte italiana, sempre su Italia 7, con parte dello staff originale di Colpo grosso.
Il programma, scritto da Cristiano Minellono per la regia di Laudisio, prevedeva che due uomini, definiti playboy, si sfidassero in alcuni giochi, che comprendevano anche lo spogliarello delle otto ragazze Bon Bon. Chi vinceva aveva come premio un week end a Riccione, da trascorrere con una persona di propria scelta o con una delle ragazze Bon Bon.
Nel 2005 ne venne realizzato un remake intitolato Showgirls, condotto dall'ex concorrente del Grande Fratello Sergio Volpini insieme a Monique Sluyter, già valletta di Umberto Smaila. Il programma andò in onda per pochi mesi a tarda sera sul canale satellitare Happy Channel.

## Impatto culturale
Colpo grosso riscosse grande successo anche in Albania, da dove era possibile ricevere per propagazione l'emittente pugliese Telenorba (una delle affiliate alla syndication di Italia 7). Sempre per propagazione era possibile guardare il programma anche in Africa settentrionale, il che scatenò le ire del colonnello Muʿammar Gheddafi il quale riteneva che la trasmissione distraesse i libici dalla preghiera. Durante una sua visita in Italia nel 1988, anche il regista Francis Ford Coppola rimase affascinato dalla trasmissione, al punto da volerne acquistare i diritti per produrne un'edizione locale negli Stati Uniti. Altri fan illustri di Colpo grosso furono l'attore James Belushi, il quale s'imbatté nella messa in onda del programma durante le registrazioni del film Dimenticare Palermo, e l'allora presidente sovietico Michail Gorbačëv il quale, dopo averne visionato alcune puntate durante una visita istituzionale a Roma, portò con sé al suo ritorno in patria numerose videocassette della trasmissione. Di parere diverso fu invece l'allora presidente statunitense Ronald Reagan, rimasto indignato per uno speciale televisivo di Entertainment Tonight andato in onda sulla tv americana CBS dedicato allo show.

## Esportazione del format
A partire dal 1990 il format di Colpo grosso venne esportato con successo anche all'estero mediante la realizzazione di varie edizioni locali.

### Tutti frutti(Germania)
Andato in onda dal 21 gennaio 1990 al 21 febbraio 1993 a cadenza settimanale (ogni domenica) sul network privato tedesco RTL, Tutti frutti fu il primo programma televisivo a carattere erotico trasmesso in Germania. Condotto da Hugo Egon Balder, venne realizzato negli stessi studi e col medesimo cast dell'edizione italiana, pur mantenendo leggere differenze nel meccanismo di gioco (tra cui l'assegnazione di premi in denaro per ogni ragazza che il concorrente era riuscito a spogliare con i punti acquisiti). La trasmissione ottenne un successo addirittura maggiore che in Italia, con picchi di ascolto superiori ai 4 milioni di telespettatori, e vide anche la pubblicazione di una serie di VHS relative al programma intitolate Das schärfste aus Tutti frutti.
La versione tedesca è stata rinnovata per una nuova edizione a partire dal 30 dicembre 2016, con il medesimo titolo e l'impostazione originaria, dall'emittente digitale RTL Nitro.

### ¡Ay, qué calor!(Spagna)
Durante l'estate del 1990 vennero trasmesse su Telecinco, emittente spagnola di proprietà Fininvest, alcune repliche della 3ª stagione di Colpo grosso doppiate in lingua locale. Gli ottimi ascolti ottenuti spinsero i produttori alla realizzazione di un'edizione spagnola del programma, andata in onda dall'ottobre dello stesso anno fino al settembre 1991, la cui conduzione fu affidata a Luis Cantero ed Eva María Pedraza López, ex Miss Spagna 1988. Anche in questo caso gli studi in cui venne registrato il programma e il cast furono gli stessi dell'edizione italiana, e anche in questo caso il programma venne trasmesso a cadenza settimanale (il giovedì).

### Cocktail(Brasile)
Nel 1991 il network brasiliano SBT produsse una versione di Colpo grosso del tutto analoga a quella italiana ma girata in loco, intitolandola Cocktail. Condotta da Luís Carlos Miele, andò in onda settimanalmente in 52 puntate dal 23 agosto 1991 al 13 agosto 1992 con sigla, costumi e scenografie identici alla versione italiana del 1990-1991. Nonostante gli ottimi indici di ascolto registrati per tutto l'arco della sua messa in onda, il programma venne interrotto dopo un anno a causa di numerose proteste ricevute da gruppi religiosi e moralisti per via delle ricorrenti scene di nudo presenti al suo interno.
Il programma SBT Cocktail al di là della pressione dell'Arcidiocesi di Rio de Janeiro, al tempo guidata dal cardinale Eugenio Salles, venne superato in numeri di audience dalla concorrenza dell'emittente brasiliana Rede Globo, che ha mandato in onda la serie Le avventure del giovane Indiana Jones.

### Tutti frutti(Svezia)
Nel 1994 venne realizzata, sempre in Italia ma con minor fortuna rispetto agli altri paesi, una versione svedese del programma sempre con il titolo di Tutti frutti, condotta da Bruno Wintzell e dalla playmate Dominika Peczynski. Prodotta da Boa Television, venne trasmessa sul canale commerciale svedese TV3.